# خوزه خوان بارآ
خوزه خوان بارآ (انگلیسی: José Juan Barea؛ زادهٔ ۲۶ ژوئن ۱۹۸۴) یک بازیکن بسکتبال اهل پورتوریکو است.
از باشگاه‌هایی که در آن بازی کرده‌است می‌توان به دالاس ماوریکس و مینه‌سوتا تیمبرولوز اشاره کرد.